# 16 Leonis Minoris
16 Leonis Minoris är en misstänkt variabel i Lilla lejonets stjärnbild.
16 Leonis Minoris har bolometrisk magnitud +8,28 och varierar utan fastställd amplitud eller periodicitet. Den befinner sig på ett avstånd av ungefär 1310 ljusår.